# 風をさがしてる
『風をさがしてる』（かぜをさがしてる）は、福山雅治3枚目のシングル。1991年2月21日に発売された。発売元はBMGビクター（現・Ariola Japan）。

## 解説
前作「アクセス」からおよそ3ヶ月半で発売された。2ndアルバム『LION』からの先行シングル。
シングルで初めて福山がすべてソングライティングを手掛けた作品になった。

## 収録曲
全曲 作詞・作曲：福山雅治、編曲：中村修司
1. 風をさがしてる

アルバム『LION』を制作する時には既にあった楽曲。福山はシングルにするという意識は無かったが、スタッフから好評だったため、シングルに決まった。歌詞は実話をもとに書かれている[1]。
1995年6月9日にテレビ朝日系『ミュージックステーション』出演の際に披露されたリテイク音源が、1999年発売ベストアルバム『MAGNUM COLLECTION 1999 "Dear"』に収録されている。ライブでは、1番の「街が違ってみえる」の部分にて会場の地名を織り込んで歌うのが通例となっている[2]。
ミュージックビデオが制作されているが、ソフト化はされていない。
2. 逃げられない

暗め曲調で歌われるナンパ・ソング。歌詞の内容から、当時女性誌の取材を受けたときに「この歌は、ウソでしょ？」と言われたことがあるという[3]。
2012年に発売された28thシングル「生きてる生きてく」（初回限定 「生きてる生きてく」Music Clip &「生きてる生きてく」 冬の大感謝祭 其の十一 ライヴ映像 収録DVD付 盤）にライブ音源が収録されている。

## ミュージシャン
風をさがしてる / 逃げられない
- Drums:TOSHIYA MATSUNAGA
- Bass:YUICHI SAKAKIBARA
- Guitar:SHUJI NAKAMURA
- Acoustic Guitar:MASAHARU FUKUYAMA
- Keyboards:KAZUHIRO HARA / MASAYUKI NUMAI
- Computer & Synthesizer Programming:NOBUHITO TANAHASHI

## 収録アルバム
風をさがしてる
- LION
- M-COLLECTION 風をさがしてる
- MAGNUM COLLECTION 1999 "Dear" (TV Special/'95 Style)

逃げられない
- LION
- M-COLLECTION 風をさがしてる
- THE BEST BANG!!